# Dicranomyia nigropolita
Dicranomyia nigropolita là một loài ruồi trong họ Limoniidae. Chúng phân bố ở miền Australasia.